# Carlsonia perturbator
Carlsonia perturbator là một loài tò vò trong họ Ichneumonidae.